# Endla (Saaremaa)
Pour les articles homonymes, voir Endla.
Endla est un village de la commune de Saaremaa (jusqu'en octobre 2017 commune de Lääne-Saare) du comté de Saare en Estonie.
Au 31 décembre 2011, il comptait 27 habitants.